# Подилски район
Подилски район (на украински: Подільський район) се намира в северната част на Одеска област, Украйна.  Административен център е град Подилск.

## География
Общата му площ е 7 063.6 км2.